# Van Darkholme
Van Darkholme (sinh ngày 24 tháng 10 năm 1964) là một nam diễn viên khiêu dâm đồng tính nam, đạo diễn và nhà nhiếp ảnh người Mỹ gốc Việt.
Darkholme là một trong số rất ít những người Mỹ gốc châu Á làm việc trong ngành công nghiệp khiêu dâm. Cái tên Darkholme chỉ là nghệ danh và tên thật của anh không được công bố. Ngoài ra anh còn có một nghệ danh khác là Tadashi. Darkholme cao 1,83 m, nặng 79 kg.
Darkholme rất quan tâm đến nghệ thuật shibari, một loại hình nghệ thuật của Nhật Bản trong việc trói cơ thể người. Anh là một đạo diễn và người mẫu trong lĩnh vực này. Đồng thời, anh cũng là một người mẫu thời trang và nhiếp ảnh. Tháng 6 năm 2006, Darkholme phát hành cuốn sáng ảnh Male Bondage về nghệ thuật trói buộc cơ thể người do anh thực hiện.

## Video
- Bondo Gods, Vol. 7, (Muscle Bound Productions, 2008)
- Bondo Gods, Vol. 6, (Muscle Bound Productions, 2008)
- Anatomy of Bondage, (Muscle Bound Productions, 2007)
- Bondo Gods, Vol. 5, (Muscle Bound Productions, 2006)
- Bondo Gods, Vol. 4, (Muscle Bound Productions, 2005)
- Bondo Gods, Vol. 3, (Muscle Bound Productions, 2005)
- Once Upon a Time Reloaded, (Muscle Bound Productions, 2005)
- Rear Window, (Muscle Bound Productions, 2005)
- Van-Nilla Reloaded, (Muscle Bound Productions, 2005)
- Bondo Gods, Vol. 2, (Muscle Bound Productions, 2004)
- Bondo Gods, Vol. 1, (Muscle Bound Productions, 2004)
- Raw Rope, (Muscle Bound Productions, 2004)
- Black Rope, (Muscle Bound Productions, 2002)
- White Rope, (Muscle Bound Productions, 2001)